# Liste der Monuments historiques in Beaupont
Die Liste der Monuments historiques in Beaupont führt die Monuments historiques in der französischen Gemeinde Beaupont auf.

## Liste der Bauwerke
| Bezeichnung     | Beschreibung | Standort | Kennzeichnung | Schutzstatus | Datum | Bild           |
| --------------- | ------------ | -------- | ------------- | ------------ | ----- | -------------- |
| Bauernhof Bevay |              | (Lage)   | PA00116299    | Inscrit      | 1944  | weitere Bilder |